# 山河ノスタルジア
『山河ノスタルジア』（さんがのすたるじあ、原題: 山河故人）は、ジャ・ジャンクー監督による2015年の中国・フランス・日本合作映画。
撮影は中国とオーストラリアにて行われた。第68回カンヌ国際映画祭のコンペティション部門に出品された。中国およびフランスでの公開は2015年、日本では2016年4月23日に公開された。

## あらすじ
1999年、山西省・汾陽（フェンヤン）。父親の家電屋で働くタオは、炭鉱で働く引っ込み思案なリャンズーと実業家で自信家のジンシェンの、二人の幼なじみから想いを寄せられていた。やがてタオはジンシェンからのプロポーズを受け、息子・ダオラー（「ドル」の意）を授かる。
2014年。タオはジンシェンと離婚し、一人汾陽で暮らしていた。ある日突然、タオを襲う父親の死。葬儀に出席するため、タオは離れて暮らすダオラーと再会する。タオは、彼がジンシェンと共にオーストラリアに移住することを知ることになる。
2025年、オーストラリア。19歳のダオラーは長い海外生活で中国語が話せなくなっていた。父親と確執がうまれ自らのアイデンティティを見失うなか、中国語教師ミアとの出会いを機に、かすかに記憶する母親の面影を探しはじめる。

## キャスト
- タオ - チャオ・タオ
- リャンズー - リャン・チントン
- ジンシェン - チャン・イー
- ダオラー - ドン・ズージェン
- ミア - シルヴィア・チャン

## 受賞・評価
- 第52回（2015年）金馬奨 - 最優秀オリジナル脚本賞、観客投票最優秀作品賞[1]
- 第21回（2016年）サンディエゴ映画批評家協会 - 最優秀外国語映画賞
- 第90回（2016年）キネマ旬報外国映画ベスト・テン - 第5位[2]